# ستاوروس

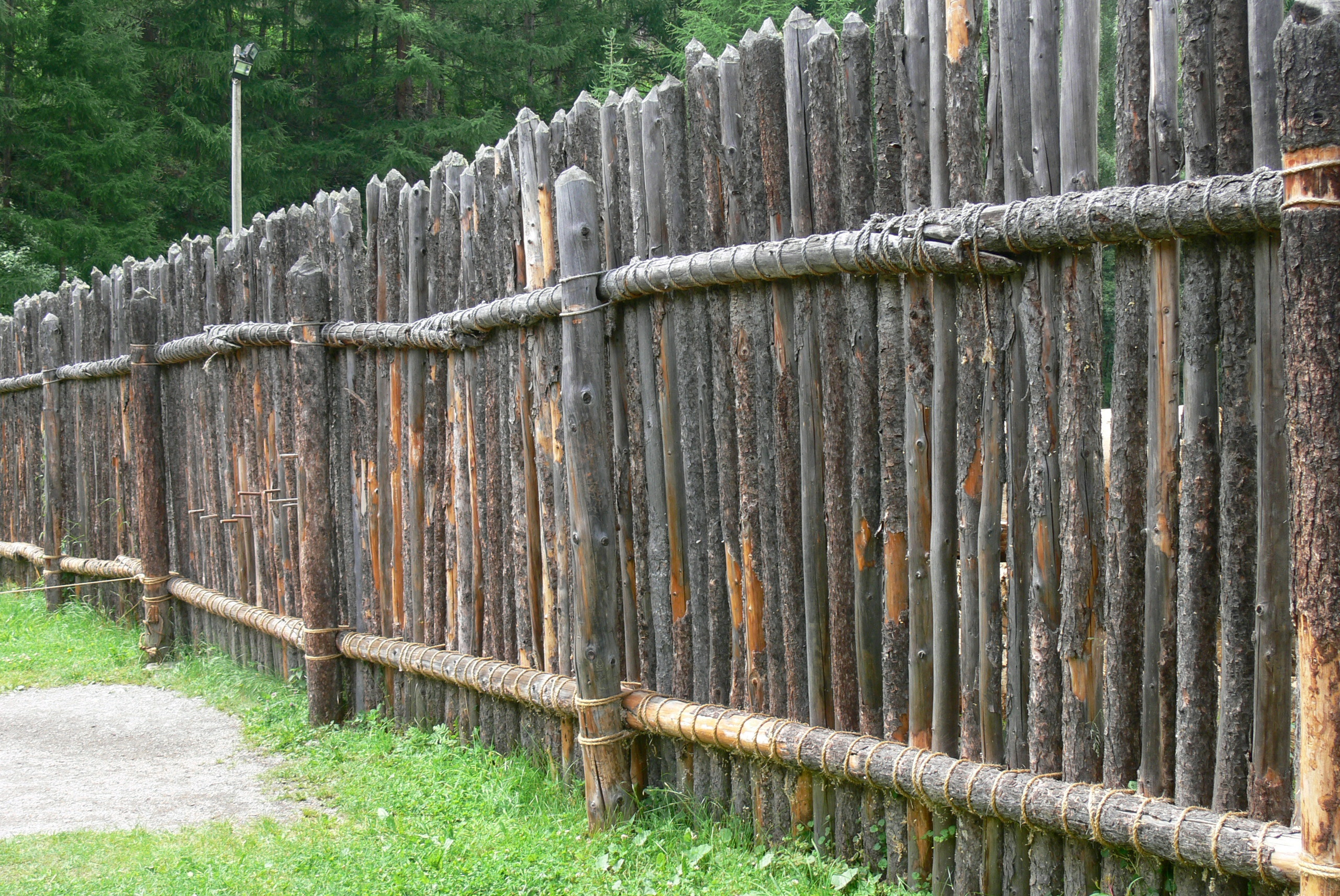
الحسيكة

ستاوروس (Σταυρός) هي كلمة يونانية تترجم غالبا بالصليب، وهي تصف الأداة التي أعدم عليها السيد المسيح. وقد لغير معنى الكلمة على مر العصور